# White River
White River é uma cidade localizada no estado norte-americano de Dakota do Sul, no Condado de Mellette.

## Demografia
Segundo o censo norte-americano de 2000, a sua população era de 598 habitantes.
Em 2006, foi estimada uma população de 588, um decréscimo de 10 (-1.7%).

## Geografia
De acordo com o United States Census Bureau tem uma área de
1,3 km², dos quais 1,3 km² cobertos por terra e 0,0 km² cobertos por água.

## Localidades na vizinhança
O diagrama seguinte representa as localidades num raio de 36 km ao redor de White River.